# ウェールズの歴史

ウェールズの国旗 (1959–)

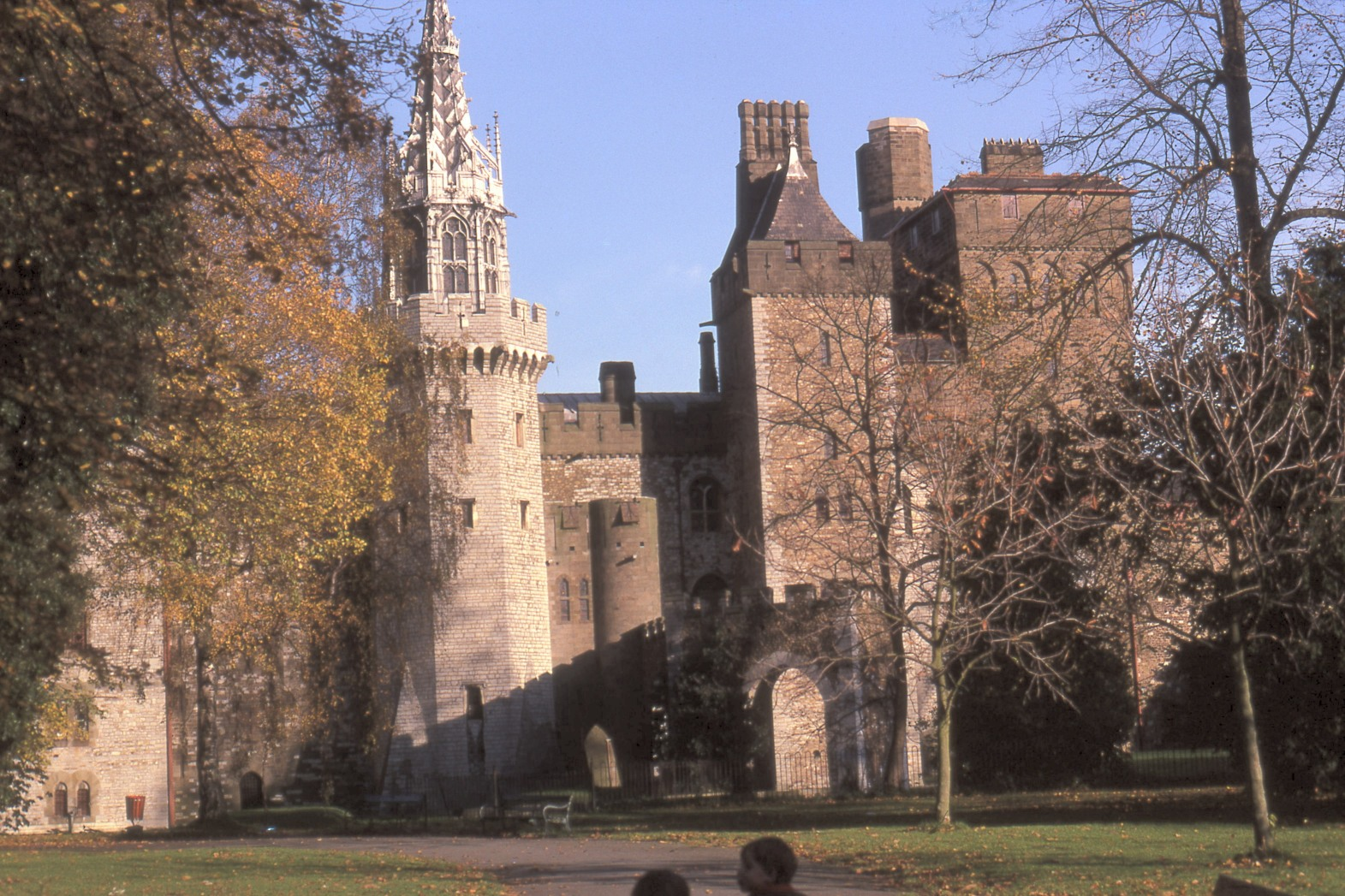
カーディフ城

ウェールズの歴史（ウェールズのれきし）では、イギリス・ウェールズ地方の歴史について解説する。

### 古代

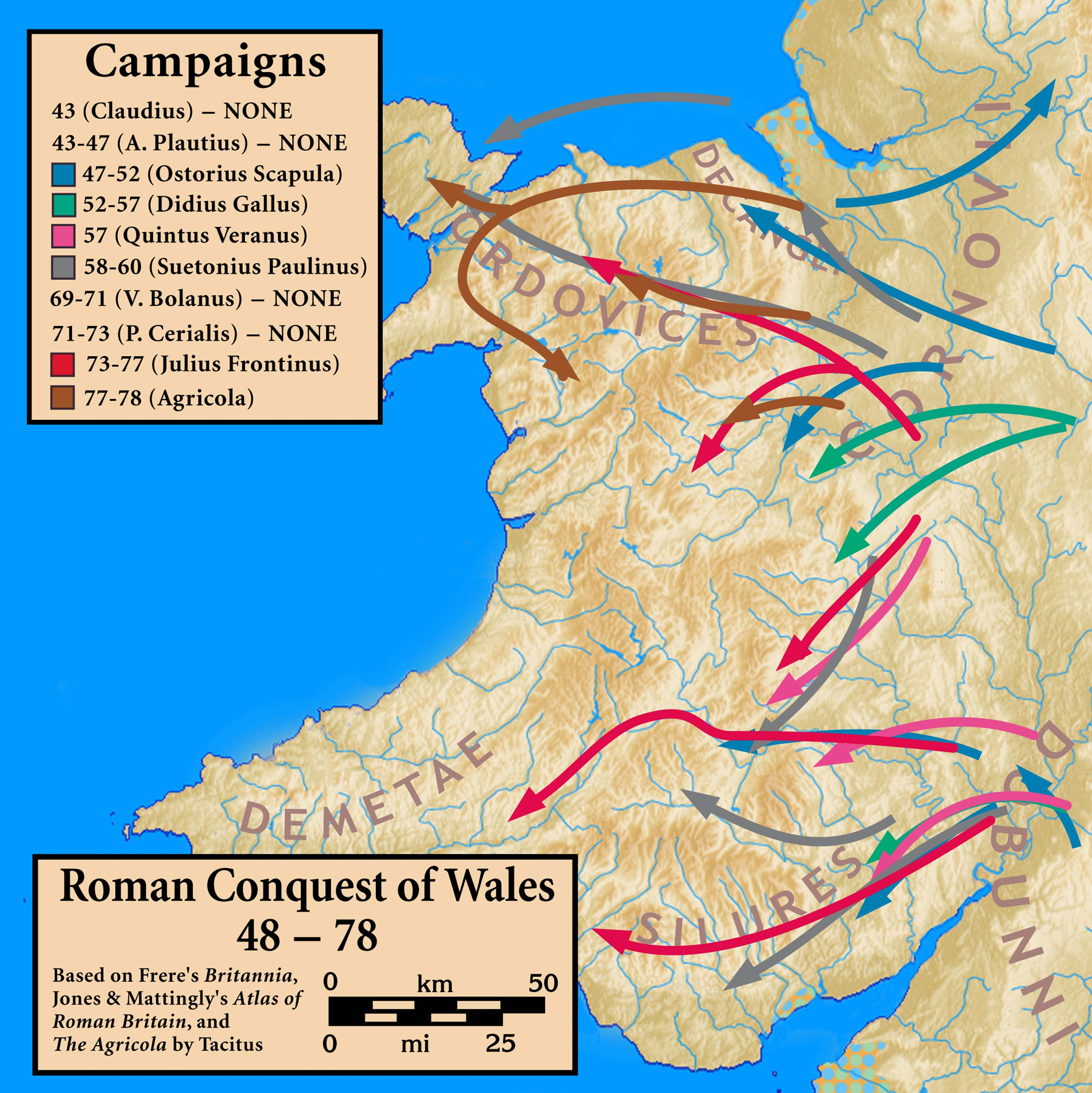
ローマ帝国による征服（西暦48年 - 78年）

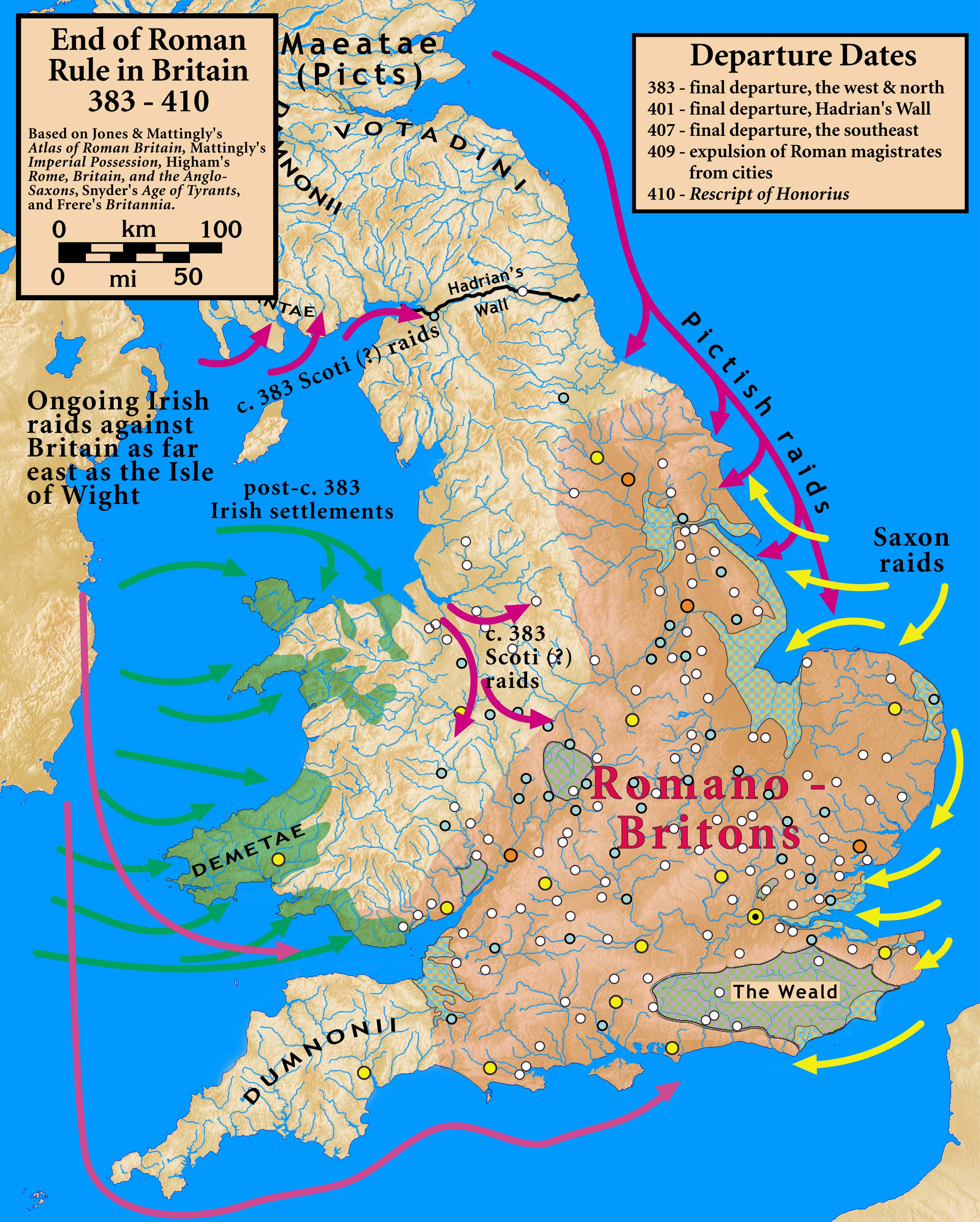
ローマ帝国支配の終幕（383年 - 410年）

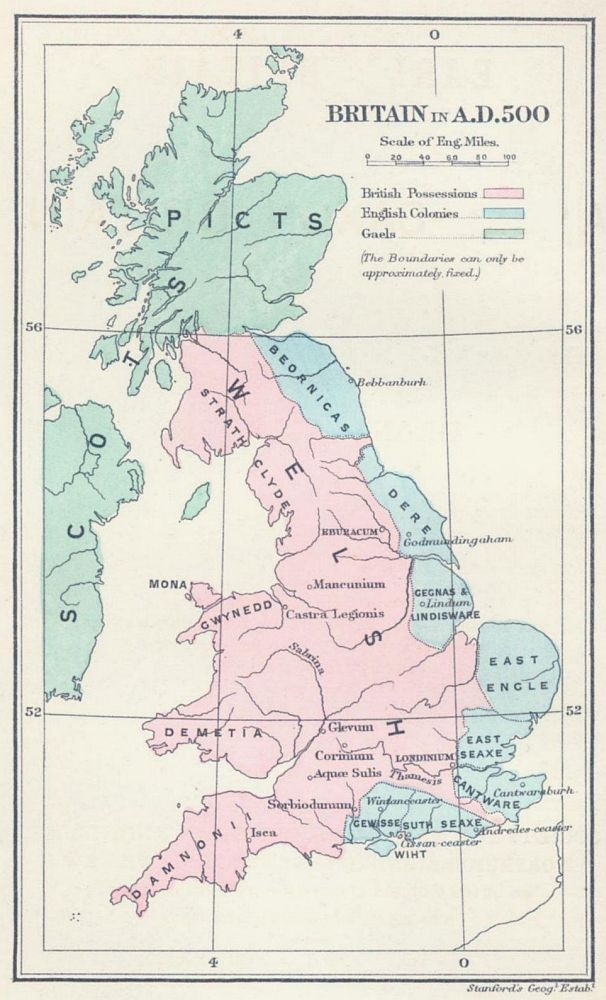
ブリテン島の勢力図（西暦500年ごろ）

## 歴史

### 統一以前
ウェールズのケルト系住民はローマ帝国の支配を受けたが、アングロ・サクソン民族に征服されたわけではなかった。イギリスのアーサー王伝説はアングロ・サクソンに抵抗したブリトン人の王の物語とされる。

### 公国の成立
中世にはケルト系小部族国家が群立し、やがてグゥイネッズ王国（グウィネズ）、ポウイス王国（ポーイス）、デハイバルス王国などの地方王権が形成された。ウェールズの民は外来者に対しては頑強な抵抗を示し、1066年にイングランドを征服したノルマン朝によるウェールズへの侵略・植民政策は、ウェールズ南東部を除いて恒久的な成功とはならなかった。13世紀にグゥイネッズ王サウェリン・アプ・グリフィズがウェールズのほとんどの領域を支配下に収め、1258年にウェールズ諸侯の第一人者を意味する「ウェールズ大公（プリンス・オブ・ウェールズ）」の称号を名乗った。ここにウェールズ公国が成立した。ただし、一時的な政治的統一にとどまり、イングランドのような恒常的な統一王権が確立されることはなかった。実態としては、リズラン法典に従うマナー家臣団による統治であり、オックスフォード条項以降のコモンロー支配によって、事実上、ウェールズはイングランド王家に追従した。

### 公国の滅亡
1276年以後、エドワード1世による4度の侵攻を受け、激しく抵抗したが、1282年にウェールズ大公のサウェリン・アプ・グリフィズがエドワード1世に敗れ、イングランドの支配下に置かれた（Conquest of Wales by Edward I）。エドワード1世は長男エドワード（エドワード2世）にウェールズ大公の称号を与えたが、ウェールズ人は決してイングランド人に同化されなかった。逆にウェールズ人の民族意識を強め、この地に植民した異民族のほとんどがウェールズ人化されたという。
薔薇戦争（1455年 – 1485年）の際には、ウェールズはその政争争奪の舞台になり、1485年のボズワースの戦いで勝利したリッチモンド伯がヘンリー7世として即位し、ウェールズ人のウェールズ大公の血統から出てイングランド王家に収まった（テューダー朝）。また、ウェールズ人の長弓（ロングボウ）隊はイングランド王の軍勢の強力な戦力として名を馳せた。後世のテューダー家に至っては、1536年の合同法による表面上のウェールズ統合により、単一国家「イングランド王国」或いは「イングランドおよびウェールズ」とし、実相としてこの王朝の家臣団でウェールズ人が重要な地位を占めた。こうした経緯から、ウェールズ人は同王朝のヘンリー8世からエリザベス1世までの国王が推進したイングランド国教会創設などに協力的な姿勢を見せ、イングランドおよびウェールズの歴史を紐解く上で重要な画期になった。
しかし、クロムウェルによる独裁（イングランド共和国）の後は、政治的に力を落とし、18世紀に入るとメソディストの影響を受けて、1811年に国教会から独立したウェールズ長老教会を結成した。1979年にウェールズ議会設置の是非について投票が行われ、否決されたものの、1997年の投票では設置が決定され、2年後に議会選挙が行われた。ウェールズ人としてのアイデンティティは21世紀になった現在でも非常に強いと言われている。